# هيو كونت فرماندوا

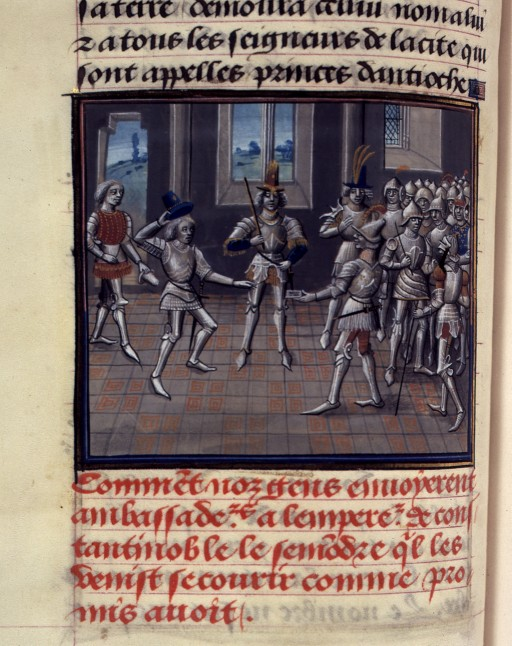
هيو كونت فرماندوا والامبراطور اليكسيوس

هيو كونت فرماندوا (باللاتينية: Hugues Comte de Vermandois) ، (ولد 1053 - 18 أكتوبر 1101 ) كان كونت فرماندوا من خلال زواجه من أديلايد من فرماندوا، لُقب بـ «هيو العظيم» Hugues Le Grand. هو ابن الملك هنرى الأول وشقيق الملك فيليب الأول ملكي فرنسا. كان من اوائل الصليبيين الذين خرجوا للمشاركة في الحملة الصليبية الأولى. وصل الأراضي البيزنطية عن طريق بارى في جنوب إيطاليا، وبعد ما غرق مركبه نقله البيزنطيين إلى القسطنطينية وهناك حجز إلى أن ادى يمين الولاء للإمبراطور اليكسيوس الاول كومنينوس.